# Гідроксильна група

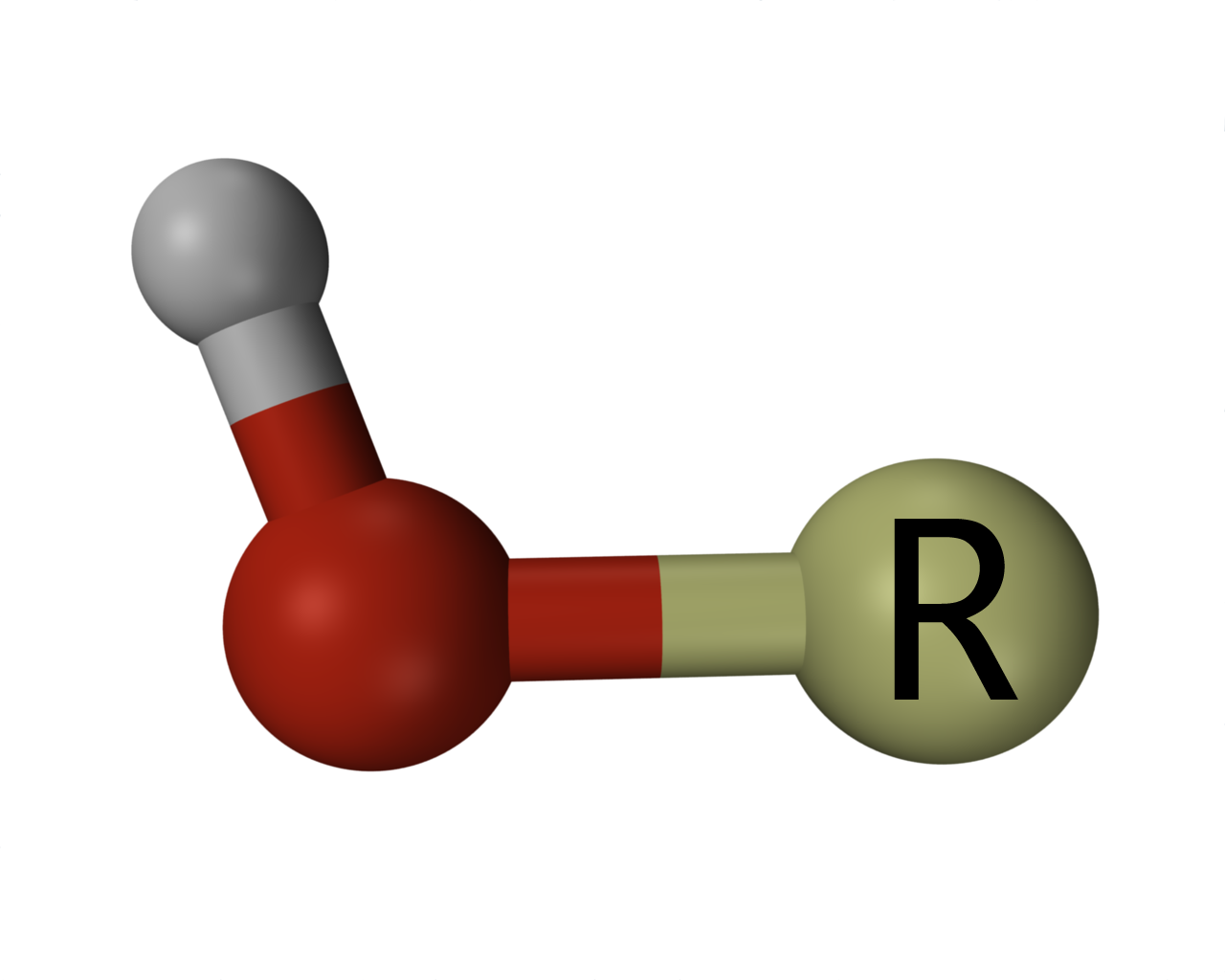
Ілюстрація гідроксильної групи в складі органічної сполуки, де R — вуглеводень або інший органічний радикал, червона та сіра кульки позначають атоми Оксигену та Гідрогену, відповідно, а сполучення між ними — ковалентні зв'язки

Гідрокси́л (від гідр(оген) і окси(ген)) — одновалентна група ОН, входить до складу багатьох хімічних сполук, наприклад, води, лугів, спиртів. Інша назва — гідроксильна група.
В газовій фазі можливе існування гідроксо-радикалу OH·, який в конденсованій (рідкій чи твердій) фазі є нестійким та швидко реагує з розчинником, розчиненою речовиною чи частинками. Зареєструвати існування гідроксо-радикалу можна у стаціонарному режимі, зокрема див. Фентоновські процеси.
Аніон гідроксилу OH− називається гідроксид-іоном.
Гідроксильні групи важливі при формуванні водневих зв'язків.

## ІЧ спектроскопія
Гідроксильна група має характеристичні частоти коливань, які в першому наближенні мало залежать від того, до якої молекули вона належить: спирту, кислоти чи води. Основна мода таких коливань (валентне коливання ν<(OH)) має приблизну частоту 3600 см−1 (довжина хвилі 2800 нм), перший обертон — 7000 см−1 (1400 нм), другий — 10000 см−1 (1000 нм). При детальнішому аналізі різниця між частотами поглинання ізольованих ОН-груп може становити до 200 см−1, а у випадку утворення водневих зв'язків низькочастотний зсув може досягнути понад 1000 см−1.
Іноді інформативними є частоти деформаційних коливань δ(E-O-H). Для конденсованої води вона дорівнює 1640 см−1 (1620 см−1 для координованої), для силанольної (Si-O-H) ~980 см−1.